# EA Sports UFC
EA Sports UFC é um jogo de artes marciais mistas desenvolvido pela Electronic Arts para Playstation 4 e Xbox One. O jogo é baseado no Ultimate Fighting Championship (UFC) e foi lançado em 17 de junho de 2014. Será o primeiro jogo da série desde que a THQ vendeu a licença a Electronic Arts. Em 2015, o jogo foi atualizado para dispositivos móveis, após o doping do lutador Jon Jones. Ele era o garoto-propaganda do jogo e foi substituído pela campeã Ronda Rousey.

## Gameplay
A inteligência artificial do jogo conta com mudanças na estratégia do jogador no meio do jogo para uma experiência mais realista do que nos jogos anteriores do UFC. O jogo também simula uma deformação corporal total para conectar jogadores com sua aparência física. Os lutadores foram recriados de forma muito realista, inclusive o jogo mostra os machucados sérios que abrem no supercílio dos jogadores.

## Desenvolvimento
A Electronic Arts anunciou uma parceria "multi-ano, multi-produto" com o Ultimate Fighting Championship na Electronic Entertainment Expo 2012. A série foi previamente manipulada exclusivamente pela THQ, que depois anunciou que os direitos de publicação foram comprados pela EA Sports por uma "quantia em dinheiro não revelada". O primeiro gameplay do jogo foi mostrado no evento de divulgação do Xbox One em uma trailer pela EA Sports. O jogo será um dos primeiros a rodas a engine Ignite de Electronic Arts. A Electronic Arts colocou a franquia de boxe Fight Night em espera enquanto desenvolvia o EA Sports UFC. A companhia disse que a decisão foi baseada principalmente em maior destaque internacional do UFC, embora a série de boxe poderia voltar. A equipe de Fight Night (EA Canada) se tornou a equipe do UFC. Antes da parceria com o UFC, a Electronic Arts (EA Tiburon) já havia lançado um jogo em 2010, o EA Sports MMA, que não contou os lutadores do UFC licenciados. O último jogo do UFC antes do EA Sports UFC foi o UFC Undisputed 3 da THQ.

## Locais
MGM Grand Garden Arena
 Staples Center
 Honda Center
 Bell Centre
 Air Canada Centre
 HSBC Arena
 UFC Gym

## Lutadores Anunciados
o elenco é constantemente revelado pela EA Sports em partes. O elenco final é esperado para contar com cerca de 100 lutadores do UFC (não incluindo DLC adicionais). Em 7 de Abril de 2014, foi revelado que o ícone das artes marciais Bruce Lee seria introduzido no jogo como lutador bônus. Lee será jogável como Peso Mosca, Galo, Pena e Leve.
|  | Peso Pesado Pat Barry Travis Browne Junior dos Santos Mark Hunt Frank Mir Roy Nelson Antônio Rodrigo Nogueira Alistair Overeem Antônio Silva Cain Velasquez Fabrício Werdum | Peso Meio Pesado Ryan Bader Daniel Cormier[HW] Phil Davis Rashad Evans Forrest Griffin Alexander Gustafsson Dan Henderson[MW] Jon Jones Chuck Liddell Gegard Mousasi Antônio Rogério Nogueira Maurício Rua Wanderlei Silva[MW] Chael Sonnen[MW]} Glover Teixeira | Peso Médio Vitor Belfort[LHW] Michael Bisping[LHW] Francis Carmont Rich Franklin[LHW] Cung Le Lyoto Machida[LHW] Mark Muñoz Costa Philippou Luke Rockhold Anderson Silva[LHW] Ronaldo Souza Chris Weidman | Peso Meio Médio Carlos Condit Nick Diaz Jake Ellenberger Johny Hendricks Martin Kampmann Josh Koscheck Pascal Krauss Robbie Lawler[MW] Rory MacDonald Demian Maia[MW] Tarec Saffiedine Georges St. Pierre | Peso Leve Donald Cerrone Nate Diaz[WW] TJ Grant Benson Henderson Joe Lauzon Gray Maynard Gilbert Melendez Jim Miller Khabib Nurmagomedov Ross Pearson Anthony Pettis Josh Thomson |

| Peso Pena José Aldo[LW] Frankie Edgar Clay Guida[LW] Chan Sung Jung[LW] Ricardo Lamas Conor McGregor[LW] Chad Mendes BJ Penn[LW][WW] Dustin Poirier Dennis Siver Cub Swanson | Peso Galo Renan Barão Eddie Wineland Brian Bowles Dominick Cruz[FW] Mike Easton Urijah Faber[FW] Michael McDonald Erik Pérez Eddie Wineland | Peso Mosca Joseph Benavidez John Dodson Tim Elliott Louis Gaudinot Demetrious Johnson[BW] Scott Jorgensen Ian McCall Darren Uyenoyama | Peso Galo Feminino Liz Carmouche Alexis Davis Sarah Kaufman Sara McMann Ronda Rousey Miesha Tate Cat Zingano | Legenda HW Lutadores que podem lutar também como Peso Pesado. LHW Lutadores que podem lutar também como Peso Meio Pesado. MW Lutadores que podem lutar também como Peso Médio. WW Lutadores que podem lutar também como Peso Meio Médio. LW Lutadores que podem lutar também como Peso Leve. FW Lutadores que podem lutar também como Peso Pena. BW Lutadores que podem lutar também como Peso Galo FLYW Lutadores que podem lutar também como Peso Mosca. |